# ببه بیول
ببه بیول (به انگلیسی: Bebe Buell) ‎(زادهٔ ۱۴ ژوئیه ۱۹۵۳)‎ مدل و خوانندهٔ آمریکایی است. او در نوامبر ۱۹۷۴ پلی‌میت مجلهٔ پلی‌بوی بوده‌است.
بیول به‌خاطر روابط عاشقانه و ازدواج‌های‌اش با ستاره‌های موسیقی راک دههٔ ۷۰ میلادی مانند میک جَگر، دیوید بویی، ایگی پاپ، جیمی پیج، الویس کاستلو، راد استیوارت و استیون تایلر شناخته شده‌است. او مادر لیو تایلر هنرپیشهٔ آمریکایی است.
ورود بیول به صنعت مُد از آنجا آغاز شد که مادرش تعدادی از عکس‌های او را برای آژانس مُدلینگ فورد فرستاد. او فعالیت حرفه‌ای‌اش را از سن ۱۷ سالگی آغاز کرد و در سال ۱۹۷۲ به نیویورک نقل مکان کرد. بیول در نوامبر ۱۹۷۴ به‌عنوان پلِی‌مِیت ماه پلی‌بوی برگزیده‌شد و عکس برهنهٔ صفحهٔ وسط مجله را ریچارد فیگلی از او تهیه کرد. او یکی از اولین مدل‌های صنعت مُد است که عکس‌اش در نشریه‌های مردانه چاپ شد.
او در سال ۲۰۰۱ بیوگرافی‌اش را در کتابی با نام دل یاغی: یک سفر راک اند رول آمریکایی منتشر کرد که پرفروش‌ترین کتاب نیویورک تایمز شد.
آخرین تک‌آهنگ بیول با نام «Air Kisses For The Masses» در سال ۲۰۰۹ منتشر شده‌است.